# Graffignana
Graffignana – miejscowość i gmina we Włoszech, w regionie Lombardia, w prowincji Lodi.
Według danych na rok 2004 gminę zamieszkiwało 2517 osób, 251,7 os./km².